# 하도낙서
하도(河圖)와 낙서(洛書 또는 雒書)는 태극과 팔괘의 효시가 되는 그림이다.

## 역사
하도낙서가 처음에 어떻게 생겨났는지는 불확실하며 신화적인 기원만이 전해진다.
상서(尙書)에 따르면, 복희씨가 다스리고 있을 때 하수(河)에 용마가 나타났으니 그 무늬를 따라 하도(河圖)를 만들었다고 한다.

河圖，八卦。是伏羲氏王天下，龍馬出河，遂則其文以畫八卦，謂之河圖。
— 상서정의 18권

낙서는 하나라 우왕이 낙수에 있는 신성한 거북이의 등에 새겨진 모습을 보고 만들었다고 한다.

天與禹洛出書，神龜負文而出，列於背，有數至於九。禹遂因而第之，以成九類，常道所以次敘。
— 상서정의 12권

한나라 때 도참을 하는 사람들이 많이 연구했다. 오늘날에도 풍수지리나 역학 등에서 쓰인다.

## 하도
하도는 열 개의 수로 되어 있다.
|                                | \| \| 2, 7 불(火, 화) 남쪽(南, 남) \| \| \| 3, 8 나무(木, 목) 동쪽(東, 동) \| 5, 10 흙(土, 토) 중앙(中央) \| 4, 9 쇠(金, 금) 서쪽(西, 서) \| \| \| 1, 6 물(水, 수) 북쪽(北, 북) \| \| |                              |
|                                | 2, 7 불(火, 화) 남쪽(南, 남) |                              |
| 3, 8 나무(木, 목) 동쪽(東, 동) | 5, 10 흙(土, 토) 중앙(中央) | 4, 9 쇠(金, 금) 서쪽(西, 서) |
|                                | 1, 6 물(水, 수) 북쪽(北, 북) |                              |

## 낙서
낙서는 아홉 개의 수로 되어 있다.
|   | \| 4 \| 9 \| 2 \| \| 3 \| 5 \| 7 \| \| 8 \| 1 \| 6 \| |   |
| 4 | 9                                                     | 2 |
| 3 | 5                                                     | 7 |
| 8 | 1                                                     | 6 |

이는 가로, 세로, 대각선 어느 줄을 따라 3개의 숫자를 더하더라도 15가 되는 마방진이다.